# 綿貫裕介
綿貫裕介（日语：綿貫 裕介；1990年5月20日—）是一位日本男網球運動員，在2014年9月29日取得個人單打排名新高的477名，而最高雙打排名則是520名，在2017年6月12日取得。
2017年溫布頓網球錦標賽，他夥拍二宫真琴首次在大滿貫混合雙打賽事上場，在第二輪被伊万·多迪格和萨尼娅·米尔扎淘出局。

## 外部連結
- 綿貫裕介（英文/西班牙文）的官方資料